# Provincia di Toamasina
La provincia di Toamasina è una delle sei province del Madagascar. Ha una superficie di 71.911 km² e una popolazione di 2.593.063 persone (censimento del 2001). Include una porzione centro-settentrionale della costa orientale sull'Oceano Indiano. Il capoluogo, Toamasina, è il più importante porto del paese.

## Geografia antropica

### Suddivisioni amministrative
La Provincia di Toamasina comprende le seguenti Regioni:
| Regione         | Capoluogo      | Popolazione | Superficie (km²) |
| --------------- | -------------- | ----------- | ---------------- |
| Alaotra Mangoro | Ambatondrazaka | 877 700     | 31 948           |
| Atsinanana      | Toamasina      | 1 117 100   | 21 934           |
| Analanjirofo    | Fenerive Est   | 860 800     | 21 930           |

e i seguenti Distretti (fivondronana):
1. Distretto di Ambatondrazaka
2. Distretto di Amparafaravola
3. Distretto di Andilamena
4. Distretto di Anosibe An'ala

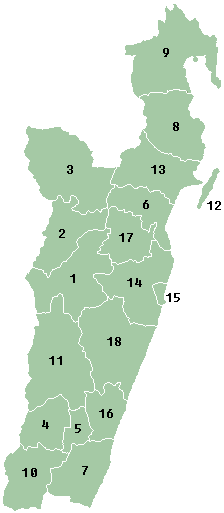
Distretti (fivondronana) della Provincia di Toamasina

5. Distretto di Antanambao Manampotsy
6. Distretto di Brickaville
7. Distretto di Fenerive Est
8. Distretto di Mahanoro
9. Distretto di Mananara-Avaratra
10. Distretto di Maroantsetra
11. Distretto di Marolambo
12. Distretto di Moramanga
13. Distretto di Nosy-Boraha (Île Sainte-Marie)
14. Distretto di Soanierana Ivongo
15. Distretto di Toamasina II rurale
16. Distretto di Toamasina I urbano
17. Distretto di Vatomandry
18. Distretto di Vavatenina